# Equips de la temporada 2001/02 de la Primera Divisió Espanyola
A la temporada 2001/2002 de la primera divisió espanyola hi van jugar vint equips. El campió va ser el València CF amb 75 punts, set sobre el segon, el Deportivo de La Corunya. Reial Madrid i FC Barcelona van ser tercer i quart respectivament. Per contra, van baixar a Segona Divisió la UD Las Palmas, el CD Tenerife i el Reial Saragossa.
Els jugadors que hi van participar en cada equip van ser els següents, ordenats per nombre de partits disputats.

## València Club de Futbol
| - Curro Torres 34 - Rufete 33 - 5 gols - Aimar 33 - 4 gols - Carboni 33 - Albelda 32 - 2 gols - Cañizares 32 - Vicente 31 - 1 gol - Pellegrino 30 - 1 gol - Ayala 29 - 2 gols - Angulo 26 - 4 gols - Mista 26 - 5 gols - Kily González 26 - 3 gols - Juan Sánchez 25 - 4 gols - Salva Ballesta 22 - 5 gols | - Baraja 17 - 7 gols - Đukić 16 - Marchena 16 - 1 gol - Carew 15 - 1 gol - Fábio Aurélio 15 - 1 gol - De los Santos 13 - 1 gol - Ilie 10 - 2 gols - Palop 7 - Angloma 3 - Serban 3 - Navarro 2 - Garrido 1 - Jandro 1 |

Entrenador: Rafael Benítez Maudes 38

## Deportivo de La Corunya
| - Sergio 38 - 4 gols - Valerón 36 - 3 gols - Molina 36 - Diego Tristán 34 - 20 gols - Makaay 30 - 12 gols - Víctor 29 - 3 gols - Amavisca 28 - 3 gols - Mauro Silva 27 - Scaloni 25 - 2 gols - Romero 24 - Fran 24 - 4 gols - Naybet 24 - 2 gols - Duscher 21 - Héctor 21 | - Capdevila 20 - Djalminha 18 - 1 gol - Pandiani 18 - 5 gols - César 17 - Donato 17 - 2 gols - Emerson 15 - Đorović 10 - Hélder 9 - Manuel Pablo 5 - José Manuel 4 - Nuno 2 - Changui 0 - Dani Mallo 0 |

Entrenador: Javier Iruretagoyena 38

## Reial Madrid
| - Míchel Salgado 35 - Raúl 35 - 14 gols - Morientes 33 - 18 gols - Makélélé 32 - 1 gol - Roberto Carlos 31 - 2 gols - Zidane 31 - 7 gols - Hierro 30 - 5 gols - Guti 29 - 4 gols - Figo 28 - 7 gols - Solari 28 - 1 gol - Pavón 28 - Helguera 26 - 2 gols - Casillas 25 - Munitis 24 - 2 gols - McManaman 23 - 2 gols - Karanka 14 | - Celades 14 - César Sánchez 12 - Geremi 9 - Flávio Conceição 9 - Sávio 8 - Raúl Bravo 6 - Iván Campo 3 - Miñambres 1 - Valdo 1 - Rubén 1 - Carlos Sánchez 1 - Rivera 0 - Julio César 0 - Álvaro 0 - Congo 0 |

Entrenador: Vicente del Bosque González 38

## FC Barcelona
| - Saviola 36 - 17 gols - Xavi 35 - 4 gols - Puyol 35 - 2 gols - Frank de Boer 34 - Cocu 34 - 2 gols - Kluivert 33 - 18 gols - Gabri 29 - 2 gols - Bonano 27 - Christanval 26 - Rochemback 24 - 2 gols - Coco 23 - 1 gol - Luis Enrique 23 - 4 gols - Geovanni 21 - 1 gol - Overmars 20 - Rivaldo 20 - 8 gols | - Motta 18 - 1 gol - Sergi 18 - Gerard 15 - Reiziger 13 - Andersson 12 - Reina 11 - Abelardo 7 - Alfonso 4 - Fernando Navarro 3 - Jofre 1 - Trashorras 1 - Dani Garcia 1 - Dutruel 0 - Oleguer 0 - Okunowo 0 |

Entrenador: Carles Rexach Cerdà 38

## Celta de Vigo
| - Catanha 38 - 17 gols - Jesuli 35 - 9 gols - Cáceres 33 - 1 gol - Karpin 33 - 3 gols - Luccin 33 - 1 gol - Cavallero 32 - Edú 32 - 9 gols - Mostovoi 30 - 10 gols - Gustavo López 29 - 3 gols - Giovanella 27 - Juanfran 25 - Silvinho 23 - Berizzo 20 - 1 gol | - Sergio Fernández 20 - 2 gols - Vagner 20 - 4 gols - Coira 18 - Velasco 16 - Doriva 14 - Maurice 11 - 2 gols - Méndez 11 - Yago 10 - Pinto 7 - Boban 4 - McCarthy 2 - Jacobo Campos 1 |

Entrenador: Víctor Fernández Braulio 38

## Reial Betis
| - Capi 36 - 3 gols - Prats 36 - Ito 35 - 1 gol - Denilson 34 - 3 gols - Joaquín 34 - 4 gols - Luis Fernández 30 - Rivas 27 - 1 gol - Benjamín 26 - 2 gols - Juanito 25 - 2 gols - Varela 25 - 1 gol - Amato 25 - 5 gols - Mingo 23 - Cañas 22 - 1 gol - Joao Tomás 21 - 7 gols | - Belenguer 21 - Filipescu 20 - Dani Martín 17 - 5 gols - Calado 12 - 1 gol - Merino 12 - Tais 12 - Casas 11 - 4 gols - Gudjonsson 11 - César 7 - Ikpeba 3 - Castaño 2 - Gaspercic 2 - Crosa 1 - Estévez 1 |

Entrenador: Juande Ramos 38

## Deportivo Alavés
| - Astudillo 37 - 5 gols - Llorens 36 - 6 gols - Rubén Navarro 35 - 4 gols - Pablo 34 - 1 gol - Geli 33 - 3 gols - Coloccini 33 - 6 gols - Magno 33 - 6 gols - Jordi Cruyff 33 - 3 gols - Téllez 30 - Ibon Begoña 30 - 1 gol - Turiel 30 - Iván Alonso 26 - 2 gols - Witschge 26 - 1 gol | - Mara 21 - Martín Herrera 20 - Kike 20 - Karmona 18 - 1 gol - Vucko 17 - Lombardi 16 - Kanu 5 - Desio 2 - Ochoa 1 - Sarriegi 0 - De la Cruz 0 - Eggen 0 |

Entrenador: José Manuel Esnal 38

## Sevilla FC
| - Notario 37 - Casquero 37 - 7 gols - David 36 - Pablo Alfaro 36 - 1 gol - Njegus 35 - 1 gol - Gallardo 33 - 2 gols - Moisés 31 - 13 gols - Reyes 29 - 8 gols - Fredi 27 - 1 gol - Nico Olivera 26 - 8 gols - Víctor Salas 26 - 3 gols - Javi Navarro 25 - Toedtli 22 - 6 gols - Juanmi 18 | - Luis Gil 18 - Tomás 18 - 1 gol - Francisco 17 - Prieto 17 - Podestá 15 - Torrado 8 - Antoñito 6 - Alfonso 5 - Mario Cotelo 5 - Álvaro Jurado 1 - Olsen 1 - Arteaga 1 - Bakero 0 - Taira 0 |

Entrenador: Joaquín Caparrós 38

## Athletic Club de Bilbao
| - Urzaiz 36 - 16 gols - Ezquerro 35 - 5 gols - Alkiza 33 - 1 gol - Tiko 32 - 7 gols - Carlos García 32 - 2 gols - Etxeberria 31 - 8 gols - Lafuente 30 - Javi González 30 - Vales 27 - Orbaiz 26 - 1 gol - Larrazábal 26 - 3 gols - Lacruz 24 - Yeste 22 - 2 gols - Guerrero 20 - 5 gols | - Urrutia 19 - 1 gol - Iñigo Larrainzar 19 - Felipe Guréndez 15 - Aitor Ocio 14 - Murillo 11 - Del Horno 10 - 1 gol - Aranzubía 8 - David Cuéllar 6 - David Karanka 6 - 1 gol - Alkorta 6 - 1 gol - Roberto Rios 4 - Gurpegi 4 - Imaz 0 |

Entrenador: Jupp Heynckes 38

## Málaga CF
| - Musampa 37 - 9 gols - Dely Valdés 37 - 11 gols - Contreras 37 - Litos 35 - 3 gols - Fernando Sanz 35 - 1 gol - Canabal 34 - 2 gols - Gerardo 33 - 1 gol - Zárate 32 - 2 gols - Romero 32 - 1 gol - Miguel Ángel 31 - 1 gol - Roteta 30 - Josemi 23 - Darío Silva 23 - 9 gols - Leko 18 - 2 gols | - Sandro 16 - Edgar 15 - Rojas 14 - Duda 9 - 1 gol - Iznata 8 - Valcarce 6 - Bravo 5 - Manu Sánchez 4 - Txomin Larrainzar 3 - Calandria 3 - Rafa 2 - Arnau 0 - Ruano 0 - Pato 0 |

Entrenador: Joaquín Peiró Lucas 38

## Rayo Vallecano
| - Bolic 34 - 11 gols - Graff 33 - De Quintana 32 - 1 gol - Peragón 32 - 6 gols - Míchel Sánchez 32 - 4 gols - Glaucio 29 - 1 gol - Imanol Etxeberria 28 - Korino 28 - 5 gols - Quevedo 28 - 1 gol - Bolo 27 - 3 gols - Pablo Sanz 24 - 2 gols - Arteaga 23 - 3 gols - Alcázar 22 - Hélder 22 | - Mainz 18 - Ferrón 17 - Hernandez 15 - 2 gols - Vivar Dorado 15 - Azkoitia 14 - 1 gol - Roy 12 - Balic 10 - 1 gol - Lopetegi 10 - Luis Cembranos 7 - 1 gol - Cota 7 - Rodriguez 2 - Iván Iglesias 2 - Mauro 1 - Granov 1 |

Entrenador: Andoni Goikoetxea Olaskoaga 5, Gregorio Manzano Ballesteros 33

## Reial Valladolid
| - Ricardo 38 - Sales 36 - 6 gols - Tote 36 - 7 gols - Marcos 36 - 1 gol - Torres Gómez 36 - Peña 34 - Fernando 32 - 15 gols - Jesús Sánchez 29 - 1 gol - Eusebio 26 - Luis García 25 - 7 gols - Caminero 23 - 1 gol - Ricchetti 23 - Chema 22 - 2 gols | - Tena 20 - Cuauhtemoc 20 - 3 gols - Mario 17 - Óscar González 14 - Harold Lozano 13 - Gaspar 12 - Santamaría 9 - Turu Flores 8 - 1 gol - Pachón 4 - Ciric 2 - Antonio López 2 - Baraja 2 - Bizzarri 0 |

Entrenador: Josep Moré i Bonet 38

## Reial Societat
| - Aranzábal 37 - De Paula 36 - 7 gols - López Rekarte 36 - Kvarme 35 - Khokhlov 35 - 5 gols - Idiakez 34 - 2 gols - Aranburu 34 - 2 gols - Tayfun 32 - 3 gols - De Pedro 30 - 3 gols - Luiz Alberto 30 - 6 gols - Xabi Alonso 29 - 3 gols - Westerveld 20 - Kovacevic 19 - 8 gols - Alberto 18 | - Gabilondo 16 - 3 gols - Jankauskas 13 - 4 gols - Jáuregi 11 - Barkero 11 - Nihat 11 - 1 gol - Demetradze 9 - 1 gol - Loren 8 - Pikabea 6 - Gurrutxaga 6 - Llorente 4 - Ugarte 1 - Alejandro 3 - Mikel Alonso 1 - Uranga 1 |

Entrenador: John Benjamin Toshack 29, Roberto Olabe Aranzabal 9

## RCD Espanyol
| - Morales 35 - Tamudo 35 - 17 gols - Lopo 33 - 1 gol - De Lucas 33 - 7 gols - Àlex Fernàndez 33 - 2 gols - Palencia 30 - 6 gols - Posse 28 - 4 gols - Soldevilla 28 - Rotchen 27 - 1 gol - Roger 24 - 1 gol - Cavas 24 - 1 gol - Mora 23 - Navas 20 - David García 17 - Fran 17 - Toni Velamazán 16 - 1 gol | - Argensó 16 - Pacheco 13 - 3 gols - Munteanu 12 - 1 gol - Òscar 11 - 1 gol - Aganzo 11 - Paulo Sousa 9 - Iván Díaz 9 - David Català 6 - Benítez 4 - Vates 4 - Manel 2 - Bruno Saltor 1 - Moisés Hurtado 1 - Marc Bertran 1 - Santís 0 |

Entrenador: Francisco Flores Lajusticia 38

## Vila-real CF
| - López Vallejo 38 - Galca 36 - 1 gol - Arruabarrena 36 - 6 gols - Quique Álvarez 35 - 1 gol - Calleja 35 - 4 gols - Víctor 34 - 14 gols - Jorge López 34 - 7 gols - Guayre 31 - 4 gols - Amor 29 - 1 gol - Cagna 27 - Xavi Roca 27 - Unai 24 - 1 gol | - Galván 22 - Martín Palermo 19 - 5 gols - Ballesteros 18 - Gracia 18 - Craioveanu 16 - 1 gol - Quique Martín 14 - Pizzi 13 - 1 gol - Escoda 10 - Berruet 9 - Unanua 0 - Leo Bermejo 0 |

Entrenador: Víctor Muñoz Manrique 38

## RCD Mallorca
| - Marcos 38 - Miquel Soler 37 - 1 gol - Nadal 36 - 2 gols - Luque 36 - 14 gols - Olaizola 34 - Paunović 33 - 3 gols - Campano 31 - 4 gols - Eto'o 30 - 6 gols - Novo 27 - 1 gol - Fernando Niño 26 - Carlos 22 - Leo Franco 22 - Soler 21 - 1 gol | - Ibagaza 20 - 1 gol - Engonga 20 - 2 gols - Siviero 17 - Robles 16 - Losada 13 - 4 gols - Roa 11 - Biagini 9 - Christian Díaz 8 - Riera 8 - 1 gol - Miqui 7 - Vicente 4 - Güiza 0 |

Entrenador: Bernd Krauss 8, Sergije Kresic 28, Tomeu Llompart Coll 2

## CA Osasuna
| - Cruchaga 37 - 1 gol - Unzué 36 - Iván Rosado 34 - 5 gols - Puñal 34 - 2 gols - Gancedo 32 - 2 gols - Contreras 31 - 1 gol - Aloisi 30 - 9 gols - Fernando 30 - 2 gols - Yanguas 29 - Alfredo 27 - 3 gols - Lekumberri 26 - Rivero 26 - Armentano 23 - 3 gols | - Palacios 21 - 2 gols - Jusué 20 - 1 gol - Josetxo 19 - Sabino 18 - 2 gols - Izquierdo 13 - Montenegro 10 - David Cano 7 - Mateo 7 - Muñoz 5 - Olarra 5 - Ibán Pérez 4 - Manolo 3 - Sanzol 2 |

Entrenador: Miguel Ángel Lotina Oruechebarría 38

## UD Las Palmas
| - Pablo Lago 36 - 4 gols - Jorge 36 - 7 gols - Edu Alonso 34 - Paqui 34 - 1 gol - Orlando 33 - 4 gols - Samways 33 - 1 gol - Schürrer 33 - 2 gols - Ángel 32 - Josico 29 - 4 gols - Rubén Castro 29 - 5 gols - Nacho González 28 - 4 gols - Tevenet 28 - 5 gols - Olías 24 | - Carmelo 20 - 1 gol - Sarasúa 18 - 1 gol - Jayo 18 - Sequeiros 14 - Álvaro 10 - Orlando Quintana 10 - Eloy 10 - Alberto 9 - Socorro 5 - Ramón 3 - Jaume Quesada 3 - Cicović 1 |

Entrenador: Fernando Vázquez Pena 38

## CD Tenerife
| - Martí 35 - Lussenhoff 35 - 1 gol - Marioni 34 - 10 gols - Basavilbaso 33 - Javi Venta 29 - 1 gol - Bino 29 - 2 gols - Fuertes 28 - 5 gols - Xisco 28 - 1 gol - Ivan Ania 28 - 4 gols - Jaime Sánchez 27 - 2 gols - Aragoneses 24 - Manel 23 - Morales 19 - 1 gol - Alexis 18 - 1 gol - Pablo Paz 17 - 1 gol | - Julio Iglesias 16 - David Charcos 15 - Jordi Ocaña 15 - 2 gols - Bassedas 14 - Bermudo 12 - Antonio Hidalgo 10 - Acorán 9 - Simutenkov 9 - Slovak 7 - 1 gol - Mustafá 5 - Javi López 4 - Pier 4 - Rubén Estévez 3 - Dani 1 - Vitolo 1 |

Entrenador: José Mel Pérez 26, Javier Clemente Lázaro 12

## Reial Saragossa
| - José Ignacio 32 - Vellisca 32 - 3 gols - Paco 31 - Juanele 30 - 3 gols - Laínez 30 - Pablo 29 - Galletti 27 - 2 gols - Acuña 27 - 6 gols - Garitano 24 - Esquerdinha 22 - 1 gol - Aguado 22 - 1 gol - Chainho 20 - 1 gol - Santi Aragón 18 - 2 gols - Bilic 18 - 1 gol | - Yordi 18 - 6 gols - Rebosio 17 - Milosevic 16 - 6 gols - Marcos Vales 16 - 2 gols - Cuartero 15 - Jamelli 15 - 1 gol - Komljenovic 15 - Corona 11 - Juanmi 9 - Drulic 9 - Sundgren 9 - César Jiménez 8 - Ferrón 3 - Cani 1 |

Entrenador: José Francisco Rojo Arroitia 21, Luis Costa Juan 10, Marcos Alonso Peña 7